# Галлин-Куппентин
Галлин-Куппентин (нем. Gallin-Kuppentin) — община в Германии, в земле Мекленбург-Передняя Померания.
Входит в состав района Пархим. Подчиняется управлению Эльденбург Любц.  Население составляет 546 человек (на 31 декабря 2010 года). Занимает площадь 29,61 км².
Коммуна подразделяется на 5 сельских округов.